# تشستر آرثر
تشيستر آلان آرثر (بالإنجليزية: Chester A. Arthur)‏ (5 أكتوبر 1829 – 18 نوفمبر 1886) هو محامي وسياسي أمريكي وكان الرئيس الحادي والعشرين للولايات المتحدة (1881-1885)؛ وخلف جيمس جارفيلد الذي تعرض للاغتيال. كافح آرثر في البداية للتغلب على النظرة السلبية نحوه، والتي نبعت من بداية مسيرته المهنية في مجال السياسة عندما كان داخل الآلة السياسية للحزب الجمهوري في ولاية نيويورك. ونجح بتبنيه قضية إصلاح الخدمة المدنية. وكان صاحب الدعوة لقانون بندلتون لإصلاح الخدمة المدنية وقام بتطبيقه، وكان هذا القرار محور إدارته الرئاسية.
ولد آرثر في مدينة فيرفيلد، فيرمونت، ونشأ في ولاية نيويورك، ومارس المحاماة في مدينة نيويورك. شغل منصب أمين التموين في ميليشيا نيويورك خلال الحرب الأهلية الأمريكية. بعد الحرب، كرس وقته لسياسة الحزب الجمهوري وارتقى بسرعة في الجهاز السياسي الذي أداره السيناتور من نيويورك روسكو كونكلينغ. عينه الرئيس يوليسيس غرانت إلى منصب مربح وقوي سياسيا وهو جابي ميناء نيويورك في عام 1871، وكان آرثر مؤيدا قويا لكوكلينغ والحزب الجمهوري. في عام 1878، قام الرئيس الجديد، رذرفورد هايز، بفصل آرثر كجزء من خطة لإصلاح نظام الرعاية الاتحادي في نيويورك. وعندما فاز غارفيلد بترشيح الحزب الجمهوري للرئاسة في انتخابات عام 1880، تم ترشيح آرثر لمنصب نائب الرئيس.
بعد عام ونصف العام فقط من توليه منصب نائب الرئيس، وجد آرثر نفسه في البيت الأبيض بعد اغتيال سلفه. تولى آرثر قضية الإصلاح، وهو ما فاجأ المصلحين، ذلك أن هذه القضية أدت ذات مرة لطرده من منصبه. وقع آرثر على قانون بندلتون وفرض أحكامه بقوة القانون. كما تلقى الثناء لنقضه قانون الأنهار والمرافئ الذي من شأنه أن يخصص الأموال الفدرالية بطريقة يعتقد أنها مفرطة. ترأس ولادة بحرية الولايات المتحدة من جديد، ولكن تعرض للانتقادات لفشله في تخفيف الفائض في الميزانية الفدرالية، والتي كانت تتراكم منذ نهاية الحرب الأهلية.
عانى آرثر من تدهور حالته الصحية، وبالكاد حاول أن يضمن ترشيح الحزب الجمهوري في انتخابات عام 1884. وتقاعد في ختام فترة ولايته. كتب عنه الصحافي ألكسندر مكلور لاحقا: «لم يحدث أن جلس رجل على كرسي الرئاسة وهو محل الريبة وعدم الثقة كما حدث مع تشيستر آلان آرثر، ولم يحدث أن تقاعد أحد منهم وهو يحظى باحترام العامة، سواء من أصدقائه أو أعدائه السياسيين.»  ورغم أن تدهور صحته وحساسيته السياسية جعلا إدارته أقل نشاطا من فترات الرئاسة في العصر الحديث، فقد تلقى الثناء بين معاصريه لأدائه القوي في منصبه. لخصت صحيفة نيويورك ورلد فترة رئاسة آرثر عند وفاته في عام 1886: «لم يتم إهمال أي واجب في إدارته، وقد ولم تقلق مشاريعه الجسورة هذه الأمة».  وكتب عنه مارك توين، «سيكون من الصعب حقا التفوق على إدارة الرئيس آرثر.» ومع ذلك، فقد تلاشت سمعة آرثر بين الجماهير في القرن الذي تلى رئاسته.

## النشأة

### الميلاد والعائلة
وُلد تشستر آلان آرثر في الخامس من أكتوبر 1829 في فيرفيلد بولاية فيرمونت. وُلدت والدة آرثر «ملفينا ستون» في بيركشير بولاية فيرمونت، ابنة جورج واشنطن ستون وجوديث ستيفنز. كانت عائلتها من أصل أمريكي إنجليزي وويلزي في الأساس. خدم جدها أوريا ستون في الجيش القاري أثناء الثورة الأمريكية. ولد والد آرثر «وليم آرثر» في درين، كوليباكي، مقاطعة أنترم، بآيرلندا لأسرة مشيخية من أصل إسكتلندي آيرلندي. تخرج في الكلية في بلفاست وهاجر إلى مقاطعة لور كندا في عام 1819 أو 1820. التقت ملفينا ستون بوليم آرثر عندما كان آرثر يدرّس في مدرسة في دنهام بكيبك قرب حدود فيرمونت. تزوجا في دنهام بعدما تقابلا في الثاني عشر من أبريل 1821. انتقل الزوجان آرثر إلى فيرمونت بعد ولادة طفلتهما الأولى ريجينا. سرعان ما انتقلا من برلينغتون إلى جيريتشو بفيرمونت، ثم إلى ووترفيل بفيرمونت، إذ حصل وليم على مناصب تعليمية في مدارس مختلفة. قضى وليم آرثر أيضًا وقتًا وجيزًا في دراسة القانون، لكنه انسحب من دراساته القانونية ومن نشأته المشيخية لينضم إلى المعمدانيين ذوي الإرادة الحرة عندما كان ما زال في ووترفيل، ثم أمضى بقية حياته قسًا في تلك الطائفة. صار وليم آرثر مُجاهرًا بآراءه عن التحرر من العبودية، الأمر الذي جعله في أغلب الأحيان لا يلقى قبولًا لدى بعض أعضاء طائفته، وصار سببًا في تنقلات العائلة المتكررة. في عام 1828، انتقلت الأسرة مرة أخرى إلى فيرفيلد، حيث وُلد تشستر آلان آرثر في العام التالي، كان الخامس بين تسعة أطفال. سُمّي «تشستر» على اسم تشستر آبيل، الطبيب وصديق العائلة الذي ساعد في ولادته، وسُمّي «آلان» على اسم جده من جهة أبيه. بقيت العائلة في فيرفيلد حتى عام 1832، عندما أجبرتهم مهنة ويليام آرثر مرة أخرى على السفر إلى كنائس في عدة بلدات في فيرمونت وريف نيويورك. واستقرت العائلة أخيرًا في منطقة سكنيكتادي بنيويورك.
كان لآرثر سبعة أخوة عاشوا إلى سن الرشد:
- ريجينا (1822-1910)، زوجة وليم جي. كاو. البقَّال، والمصرفي، وزعيم مجتمع كوهوس (نيويورك) الذي عمل مشرفًا للبلدة ووكيلًا على القرية.[20]
- جين (1824-1842).[21]
- ألميدا (1825-1899)، زوجة جيمس ماستن، وعمل مديرًا لمكتب البريد في جزر كوهوس وناشر صحيفة «كوهوسش كاتاراكت».[22]
- آن (1828-1915)، مدرسة محترفة درسّت في مدرسة في نيويورك، فضلًا عن العمل في كارولاينا الجنوبية في السنوات السابقة والتالية للحرب الأهلية.[23]
- ملفينا (1832-1920)، زوجة هينري هاينسورث، الذي كان مسؤولًا في حكومة الولايات الكونفدرالية الأمريكية وتاجرًا في ألباني بولاية نيويورك، قبل تعيينه نقيبًا ومساعد أمين مخازن في الجيش الأمريكي أثناء رئاسة آرثر.[24]
- وليم (1834-1915) تخرج من المدرسة الطبية، وصار ضابطًا محترفًا في الجيش وصرافًا. وأُصيب خلال خدمته في فترة الحرب الأهلية. وتقاعد وليم آرثر في عام 1898 برتبة مقدم، ورتبة رائد دائمة.[25]
- جورج (1836-1838).[26]
- ماري (1841-1917)، زوجة جون مكلروي، رجل أعمال ومدير تأمين ألباني، والمضيف الرسمي في البيت الأبيض خلال فترة رئاسة آرثر.[27]

أثارت تحركات العائلة المتكررة في وقت لاحق اتهامات بأن تشستر آرثر لم يكن مواطنًا من مواليد الولايات المتحدة. عندما رُشح آرثر لمنصب نائب الرئيس عام 1880، تكهن المحامي والمعارض السياسي في نيويورك «آرثر هينمان» بأن آرثر وُلد في أيرلندا ولم يأتِ إلى الولايات المتحدة حتى بلغ من العمر أربعة عشر عامًا. ولو كان هذا صحيحًا، فربما زعم المعارضون أن آرثر غير مؤهل دستوريًا لمنصب نائب الرئيس بموجب بند المواطنين المولودين طبيعيًا في دستور الولايات المتحدة. عندما لم تثبت صحة قصة هينمان، نشر إشاعة جديدة مفادها أن آرثر ولد في كندا. لم يكتسب هذا الادعاء أي مصداقية.

## روابط خارجية
- تشستر آرثر على موقع الموسوعة البريطانية (الإنجليزية)
- تشستر آرثر على موقع إن إن دي بي (الإنجليزية)

## قراءات أخرى
- Reeves، Thomas C. (1975). Gentleman Boss: The Life of Chester A. Arthur. New York: Alfred A. Knopf. ISBN:978-0-394-46095-6. {{استشهاد بكتاب}}: الوسيط |ref=harv غير صالح (مساعدة)
- Feldman، Ruth Tenzer (2006). Chester A. Arthur. Twenty-First Century Books. ISBN:978-0-8225-1512-8.